# San Juan y Martínez
San Juan y Martínez è un comune di Cuba, situato nella provincia di Pinar del Río.